# Schradera
Schradera är ett släkte av måreväxter. Schradera ingår i familjen måreväxter.

## Dottertaxa tillSchradera, i alfabetisk ordning[1]
- Schradera acuminata
- Schradera acutifolia
- Schradera andina
- Schradera bipedunculata
- Schradera blumii
- Schradera brevipes
- Schradera cacuminis
- Schradera campii
- Schradera cephalophora
- Schradera clusiifolia
- Schradera costaricensis
- Schradera cuatrecasasii
- Schradera cubensis
- Schradera elmeri
- Schradera exotica
- Schradera glabriflora
- Schradera grandiflora
- Schradera hilliifolia
- Schradera involucrata
- Schradera korthalsiana
- Schradera ledermannii
- Schradera lehmannii
- Schradera luxurians
- Schradera maguirei
- Schradera marahuacensis
- Schradera marginalis
- Schradera membranacea
- Schradera monantha
- Schradera monocephala
- Schradera montana
- Schradera neeoides
- Schradera negrensis
- Schradera nervulosa
- Schradera nilssonii
- Schradera novoguineensis
- Schradera obtusifolia
- Schradera pentacme
- Schradera polycephala
- Schradera polysperma
- Schradera pseudonervulosa
- Schradera puberula
- Schradera pulverulenta
- Schradera ramiflora
- Schradera reticulata
- Schradera revoluta
- Schradera rotundata
- Schradera schlechteri
- Schradera stellata
- Schradera suaveolens
- Schradera subandina
- Schradera subsessilis
- Schradera surinamensis
- Schradera ternata
- Schradera umbellata
- Schradera yutajensis